# Walking Out (пісня)
"Walking Out" - пісня вірменської співачки Srbuk. Вона представляла Вірменію на конкурсі Євробачення 2019 у Тель-Авіві, Ізраїль.

## Євробачення
Пісня представляла Вірменію на пісенному конкурсі Євробачення 2019. 28 січня 2019 року було проведено спеціальний розіграш, який помістив кожну країну в один з двох півфіналів, а також у якій половині шоу вони виступатимуть. Вірменія була розміщена у другому півфіналі, який відбувся 16 травня 2019 року, і виступила у першій половині шоу. Після того, як всі конкуруючі пісні для конкурсу 2019 року були випущені, порядок виконання півфіналів вирішувався виробниками шоу, а не через інший розіграш, так що подібні пісні не розміщувалися поруч один з одним. Вірменія виступила першою, але не пройшла до гранд-фіналу.